# Danilo Lagbas
Danilo P. Lagbas (* 25. Januar 1952 in Misamis Oriental; † 8. Juni 2008) war ein philippinischer Politiker (Lakas-Christian Muslim Democrats).
Lagbas war von 2004 bis zu seinem Tod Abgeordneter im Repräsentantenhaus für den ersten Distrikt von Misamis Oriental. Zuvor war er Bürgermeister von Sugbongcogon und 1998 Vizegouverneur der Provinz.
Lagbas starb am 8. Juni 2008 an Lungen- und Leberkrebs. Damit war er in der laufenden Legislaturperiode der vierte Abgeordnete, der starb.